# Tripp Lite
Tripp Lite — американская компания со штаб-квартирой в Чикаго (штат Иллинойс), производитель решений для защиты электропитания. Tripp Lite специализируется на выпуске ИБП, монтажных шкафов, сетевых фильтров, стабилизаторов напряжения, инверторов, кабелей, КВМ-переключателей, консольных серверов, систем охлаждения, программного обеспечения для управления электропитанием по сети. Компания поставляет свою продукцию в более чем 80 стран мира. Tripp Lite сертифицирована по стандартам ISO 9001.

## Награды
- 2018 CRN ARC[3]
- 2018 CRN Партнерские программы[4]
- 2018 CRN ЦОД 100[5]
- 2017 Журнал Cabling, Installation & Maintenance Magazine — Золотая награда[6]
- 2017 Список Crain самых крупных частных компаний Чикаго[7]

## История
Компания Tripp Lite была основана в 1922 году. В 1922 году чикагский изобретатель Грэхем Трайп (Graham Trippe) получил патент на новую автомобильную фару с точной фокусировкой света. Конструкция его фары завоевала золотую медаль на Парижской выставке инноваций в 1928 и 1929 годах. Созданный Трайпом световой прибор, получивший название «Speed Light», стал популярной автомобильной деталью, её использовали на различных транспортных средствах, включая гоночные автомобили и танки сухопутных войск США. В 1950-х годах компания начала выпуск вращающихся проблесковых маячков для автомобилей полиции, пожарной охраны и скорой помощи. Позднее возникла потребность в бортовых системах питания переменного тока для автомобилей скорой помощи и жилых автофургонов, и компания Tripp Lite разработала серию преобразователей DC-AC (инверторов), став одним из основных производителей инверторов в мире.
В 1980 году Tripp Lite стала первым производителем ИБП, специально предназначенного для настольных ПК. В 1982 году компания выпустила сетевой фильтр Isobar®, обеспечивающий подавление выбросов напряжения для бытовой электроники и оргтехники.
В 1990-е годы Tripp Lite осуществила запуск новых линеек продукции, в том числе шкафов, кабелей, средств подключения и блоков распределения питания (PDU).
В 2000-е годы компания разработала и стала производить новые образцы ИБП, включая цифровые модели с ЖК-экранами, модульные системы с возможностью «горячей» замены и трехфазные модели. Портфель компании пополнился новыми продуктами — КВМ-переключателями, системами охлаждения, различными компонентами инженерной инфраструктуры.